# Гибсон, Дороти
Дороти Гибсон (англ. Dorothy Gibson), урождённая Дороти Уинфред Браун (англ. Dorothy Winifred Brown, 17 мая 1889 — 17 февраля 1946) — американская актриса немого кино, фотомодель и певица, одна из выживших пассажиров «Титаника».

## Биография
Будущая актриса родилась в семье Джона Э. Брауна и Полин Бозэн в городе Хобокен (штат Нью-Джерси). Когда Дороти исполнилось три года, умер её отец, и мать вышла замуж за Леонарда Гибсона. Актёрскую карьеру Гибсон начала в период с 1906 года по 1911 год в качестве танцовщицы в водевилях, а позже достигла популярности на Бродвее, где её самой известной работой стал в 1907 году мюзикл «Доярки» Чарльза Фромана. Также она была постоянной хористкой в постановках Шуберт Брозерс в театре Нью-Йорка «Ипподром». С 1909 года Дороти на протяжении трёх лет позировала для нью-йоркского иллюстратора рекламы Харрисона Фишера, появляясь на плакатах, открытках, обложках журналов (среди них были «Cosmopolitan», «The Saturday Evening Post» и «Ladies Home Journal») и книжных иллюстрациях (она стала самой любимой моделью Фишера, и он придумал для неё оригинальный образ).
В 1909 году Дороти Гибсон вышла замуж за Джорджа Батия-младшего, но очень скоро пара рассталась, хотя окончательно не разводилась где-то до 1916 года.

## Кинокарьера
Её кинокарьера началась в 1911 году, когда, благодаря театральному агенту Пэту Кейси, Дороти начала работать статисткой в фильмах компаний «Independent Moving Pictures Company» (одна из основ «Universal Studios») и «Lubin Manufacturing Company». Взлёт её кинокарьеры начался в июле 1911 года, когда она начала работать ведущей актрисой в американском отделении парижской киностудии «Éclair Studios», где её дебютной работой стал исторический фильм «Hands Across the Sea», в котором она исполнила роль Молли Питчер. Несмотря на то, что уже этот фильм принёс ей славу, Дороти достигла большой популярности, как актриса комедийных фильмов. Она стала одной из первых киноактрис, которые сами руководили своей саморекламой.

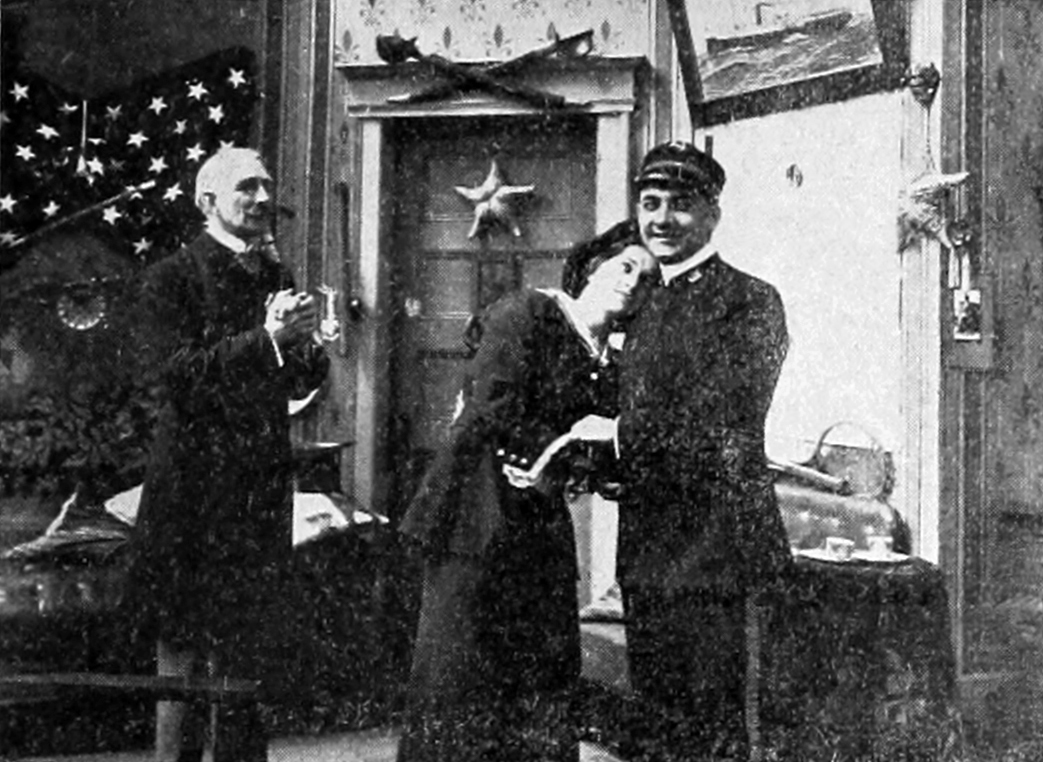
В фильме «Спасшиеся с Титаника» (1912)

## «Титаник» и фильм
Наиболее известной стала её роль в фильме «Спасшиеся с Титаника» (1912). Это был первый фильм о «Титанике», он был снят очень быстро и выпущен спустя месяц после катастрофы.
17 марта 1912 года Дороти закончила все съёмки и отправилась с матерью на шестинедельные каникулы в Европу. Во время пребывания в Италии Дороти получила от одного из продюсеров «Éclair Studios» Жюля Брулятура телеграмму с просьбой вернуться на студию, так как готовились к съёмкам несколько новых фильмов с её участием. Из Италии Дороти с матерью отправились во Францию в Париж, где решили вернуться домой на «Титанике». На его борт они взошли вечером 10 апреля, когда судно остановилось в Шербуре. Роковой вечер воскресения 14 апреля Дороти провела за игрой в бридж с нью-йоркскими банкирами Фредериком Кимбером Сьюардом и Уилльямом Ти Слоппером. Троица была очень увлечена игрой, несмотря на возражения стюардов, и в каюту к матери Дороти отправилась только где-то в 23:40, когда услышала звук, который позже описала, как «затяжной, тошнотворный хруст». Выведя мать из каюты, Дороти вместе со Сьюардом и Слоппером сели в первую спущенную с корабля шлюпку № 7. Позже Дороти подтвердила, что шлюпка была фактически пуста и, вдобавок, в ней была пробоина, которую, к счастью, сумели заткнуть одеждой.
Когда Дороти прибыла в Нью-Йорк, её менеджер, несмотря на высказываемые ею сомнения, убедил её сняться в фильме, основанном на катастрофе. Дороти сама написала сценарий к «Спасшимся с Титаника» и носила в кадре ту самую одежду, в которой спаслась — белый шёлковый вечерний наряд с пальто поло и жакетом. Фильм имел большой успех как в Америке, так и в Европе, но в 1914 году все фильмокопии были уничтожены случившимся на студии пожаром. За два года своей кинокарьеры Гибсон появилась в 16 фильмах (став наряду с Мэри Пикфорд самой высокооплачиваемой киноактрисой в мире), после чего в мае она отошла от кино и посвятила себя работе в Метрополитен-опера, где её самой известной работой стала опера «Мадам Сан-Жен».

## Дальнейшая судьба
В мае 1913 года Дороти сбила пешехода на спортивном автомобиле, подаренным ей Жюлем Брулятуром. Поскольку с 1911 года Гибсон и Брулятур состояли в любовной связи, то когда об этом стало известно во время следствия, жена Брулятура подала на развод (хотя к тому моменту Брулятур уже ушёл от неё, официально они разведены не были), который завершился в 1915 году. Через два года из-за своей популярности и давления политической власти Брулятур женился на Гибсон, но спустя два года их брак распался, будучи признанным недействительным, после чего в 1928 году Дороти перебралась в Париж, чтобы быть подальше от сплетен и публичности. Там она прожила весь остаток жизни, за исключением 4 лет во время Второй мировой войны, которые она прожила в Италии, где была обвинена в антифашистских настроениях и посажена в тюрьму Сан-Витторе в Милане, из которой ей удалось бежать вместе с журналистом Индро Монтанелли и генералом Бартоло Дзамбоном. Последующие годы она прожила в Париже, где и умерла от инфаркта 17 февраля 1946 года в номере отеля Ритц. Похоронена на кладбище Сен-Жермен-ан-Ле. После смерти состояние Дороти Гибсон было поровну поделено между её матерью и её тогдашним любовником, атташе при итальянском посольстве в Париже, Эмилио Антонио Рамосом.